# John McCoy (Bassist)
John McCoy (* 1950 in Huddersfield, Yorkshire, England) ist ein britischer Hardrock-Bassist.

## Musikkarriere
McCoy spielte seit 1960 in unterschiedlichen Bands, darunter mit Gillan, Samson und Mammoth. Er ist auf zahlreichen Platten verschiedenster Künstler zu hören.
Kurzzeitig hatte er eine eigene Band, die den Namen McCoy trug.
Sein Markenzeichen ist die Glatze, ein markanter Bart sowie eine Sonnenbrille.

## Diskografie der BandMcCoy
- 1983: McCoy
- 1984: Oh well
- 1985: Think hard!
- 1997: Think hard again
- 1998: Brainstorm
- 2000: Live 1977[2]